# Bouteloua radicosa
Bouteloua radicosa är en gräsart som först beskrevs av Eugène Pierre Nicolas Fournier, och fick sitt nu gällande namn av David Griffiths. Bouteloua radicosa ingår i släktet Bouteloua och familjen gräs. Inga underarter finns listade i Catalogue of Life.